# Viktor But
Viktor Anatoljevitj But (russisk: Виктор Анатольевич Бут, tr. Viktor Anatoljevitj But, født 13. januar 1967 i Dusjanbe i Tadsjikiske SSR i Sovjetunionen), også kendt under tilnavnet "dødens købmand", er en russisk storhandler af våben, der betragtes som en af de vigtigste illegale våbenhandlere, der menes at have bevæbnet stater, regimer og krigsherrer, der ellers var ramt af FNs våbenembargo med våben. Han blev anholdt i Thailand 6. marts 2008, efter i mange år at have været eftersøgt internationalt.
But indledte sin karriere efter Sovjetunionens sammenbrud. Til da var han ansat i såvel KGB som luftvåbnet.
But antages at have fragtet store mængder våben til krigsområder i Afrika gennem 1990'erne, med sit private fragtselskab.
Tilnavnet "Dødens købmand" (engelsk: merchant of death) blev for første gang brugt af den daværende britiske udenrigsminister Peter Hain, og derefter i en bog om Buts handlinger udgivet i 2007.
Filmen Lord of War fra 2005 med Nicolas Cage i hovedrollen hævdes at være baseret på historien om Viktor But.
Den 2. november 2011 blev Viktor But fundet skyldig i at deltage i en sammensværgelse om at sælge blandt andet jord til luftmissiler til FARC. Straffen kunne blive op til 40 års fængsel. Den 5. april 2012 blev But idømt minimumstraffen på 25 års fængsel for at have konspireret om at sælge våben til en amerikansk-udpeget udenlandsk terrorgruppe., under retssagen blev han støttet af russiske politikere samt den russiske regering og har selv erklæret sig uskyldig.
9. december 2022 blev han løsladt i en fangeudveksling med WNBA spilleren Brittney Griner.